# Ендре Семереді
Ендре Семереді (угор. Szemerédi Endre; 21 серпня 1940, Будапешт) — угорський математик, який працює в галузях комбінаторики та теоретичних комп'ютерних наук. Нагороджений Абелівською премією 2012 року за «фундаментальний внесок в дискретну математику і теорію інформатики, а також на знак визнання його глибокого і довгострокового вкладу в адитивну теорію чисел і ергодичну теорію».

## Біографічні відомості
Ендре Семереді народився в 1940 році в Будапешті. Він пізно прийшов в математику. Спочатку він один рік вивчав медицину і працював на фабриці, і вже потім переключився на математику. Ендре Семереді навчався в Будапештському університеті ім. Лоранда Етвеша, де він отримав ступінь магістра в 1965. Потім він перейшов до Московського державного університету імені Ломоносова, де захистив кандидатську дисертацію в 1970 під керівництвом Ізраїля Мойсейовича Гельфанда. Семереді — постійний науковий співробітник Математичного інституту Альфреда Реньї Угорської академії наук. Крім того, він займає посаду професора інформатики в Ратґерському університеті в Нью-Джерсі.
Семереді обіймав посади запрошеного викладача у Стенфордському університеті (1974), Університеті Макгілла в Монреалі (1980), Університеті Південної Кароліни (1981—1983) і Чиказькому університеті (1985—1986). Став стипендіатом Fairchild Distinguished Scholar в Каліфорнійському технологічному інституті в 1987-88. Він також отримав професорат на кафедрі Aisenstadt Chair в Центрі математичних досліджень Монреальського університету. 2008 Семереді був професором кафедри
Ейзенбуда в Дослідницькому інституті математичних наук в Берклі.

## Внесок у науку
Ендре Семереді описують, як математика з надзвичайно потужним дослідницьким потенціалом, і його вплив на сучасну математику величезний.
Ендре Семереді зробив значний внесок у дискретну математику, створивши оригінальні нові методи, а також розв'язавши багато фундаментальних проблем. Його праці звели комбінаторику на центральну сцену математики, виявивши глибокі зв'язки з такими розділами, як адитивна теорія чисел, ергодична теорія, інформатика та геометрія інцидентних структур.
У 1975 Ендре Семереді вперше привернув увагу багатьох математиків своїм доказом знаменитої гіпотези Ердеша — Турана, яка стверджує, що будь-яка підмножина цілих чисел, що має позитивну щільність, містить арифметичні прогресії будь-якої довжини. Це було несподіваним, тому що навіть випадки з прогресіями довжини 3 або 4 раніше вимагали суттєвих зусиль з боку Клауса Рота і самого Семереді.
Доведення Семереді було шедевром комбінаторного мислення, і було одразу ж визнане винятково глибоким і значним. Ключовим кроком у доведенні, відомому як лема про регулярне розбиття або лема регулярності Семереді, є структурна класифікація великих графів. Ця лема стала на сьогоднішній день найважливішим інструментом і теорії графів, та інформатики, що дозволяє розв'язувати складні завдання перевірки властивостей, і стала також джерелом теорії меж графу.
Теорема Семереді вплинула не тільки на дискретну математику й адитивну теорію чисел, але й надихнула Хіллела Фюрстенберга на розробку нових напрямків ергодичної теорії. Фюрстенберг дав нове доведення теореми Семереді, створивши теорему кратного повернення в ергодичній теорії, тим самим несподівано встановивши зв'язок між задачами з області дискретної математики і теорією динамічних систем. Цей фундаментальний зв'язок привів в свою чергу до низки інших наукових досягнень, таких, як теорема Ґріна — Тао про арифметичні прогресії будь-якої довжини в простих числах.
Семереді належать інші глибокі й важливі досягнення, що зробили великий вплив на розвиток таких областей математики, як дискретна математика та інформатика. З області дискретної математики можна навести такі приклади, як теорема Семереді — Троттера, напів-випадковий метод Айта — Комлоша — Семереді, теорема сум-добутків Ердеша — Семереді і лема Балога — Семереді — Гауерса.
Приклади з теорії інформатики включають в себе сортовану мережу Айта—Комлоша—Семереді, схему хешування Фрідмана — Комлоша — Семереді і теорему Пауля — Піппінгера — Семереді — Троттера, що розділяє детермінований і недетермінований лінійний час.

## Відзнаки
- Грюнвальдська премія (1967)
- Грюнвальдська премія (1968)
- Премія Реньї (1973)
- Премія Полья за досягнення у прикладній математиці (SIAM) (1975)
- Премія Угорської академії наук (1979)
- Премія Лероя Стіла AMS (2008)
- Премія Рольфа Шока з математики за глибокі та піонерські роботи з 1975 (2008)[4]
- Абелівська премія за фундаментальний внесок у дискретну математику і теоретичні комп'ютерні науки (2012)

Ендре Семереді обраний членом-кореспондентом (1982) і дійсним членом (1987) Угорської академії наук і членом (2010) Національної академії наук США. Він також є членом Принстонського Інституту перспективних досліджень і постійний дослідник Математичного інституту Альфреда Реньї у Будапешті.
Професор Семереді обраний почесним доктором Карлового університету у Празі.

## Виноски
1. 1 2 3 4 5 6 7 8 9 10 11 12 13 14  Математичний генеалогічний проєкт — 1997.
2. ↑  www.nasonline.org
3. ↑  www.ae-info.org
4. ↑  Major US Maths Prize Given to HAS Full Member [Архівовано 6 вересня 2012 у Archive.is], Hungarian Academy of Sciences, January 9, 2008
5. ↑  Doctor honoris causa Endre Szemerédi [Архівовано 21 вересня 2020 у Wayback Machine.], June 15–16, 2010